# Gonzalo Larrazábal
Gonzalo Larrazábal Gómez (Montevideo, 4 novembre 2002) è un calciatore uruguaiano, centrocampista del Dep. Maldonado.

## Carriera
Larrazábal è cresciuto nel settore giovanile del River Plate (M), che ha lasciato nel 2023 per firmare con l'Uruguay Montevideo in Segunda División. Ha esordito il 5 marzo nell'incontro perso 1-0 contro il Progreso ed il 3 giugno ha segnato i suoi primi gol realizzando una doppietta contro il Cerrito. Il 21 ottobre seguente ha realizzato un poker sempre contro il Cerrito, nell'incontro vinto dalla sua squadra per 6-2.
Il 2024 è stato acquistato a titolo definitivo dal Dep. Maldonado, appena promosso in Primera División.

## Statistiche

### Presenze e reti nei club
Statistiche aggiornate al 30 aprile 2024.
| Stagione        | Squadra            | Campionato      | Campionato | Campionato | Coppe nazionali | Coppe nazionali | Coppe nazionali | Coppe continentali | Coppe continentali | Coppe continentali | Altre coppe | Altre coppe | Altre coppe | Totale | Totale | Totale |
| Stagione        | Squadra            | Comp            | Pres       | Reti       | Comp            | Pres            | Reti            | Comp               | Pres               | Reti               | Comp        | Pres        | Reti        | Pres   | Reti   |        |
| --------------- | ------------------ | --------------- | ---------- | ---------- | --------------- | --------------- | --------------- | ------------------ | ------------------ | ------------------ | ----------- | ----------- | ----------- | ------ | ------ | ------ |
| 2023            | Uruguay Montevideo | SD              | 24         | 6          | CU              | 0               | 0               |                    | -                  | -                  |             | -           | -           | 24     | 6      |        |
| 2024            | Dep. Maldonado     | PD              | 10         | 1          | CU              | 1               | 0               |                    | -                  | -                  |             | -           | -           | 11     | 1      |        |
| Totale carriera | Totale carriera    | Totale carriera | 34         | 7          |                 | 1               | 0               |                    | -                  | -                  |             | -           | -           | 35     | 7      |        |